# Stephenie Meyer
Stephenie Meyer (roj. Morgan), ameriška pisateljica, * 24. december 1973, Hartford, Connecticut, Združene države Amerike.
Odraščala je v Phoenixu (Arizona) in diplomirala iz angleščine na univerzi Brigham Young v Utahu. Znana je predvsem po ljubezenskem vampirskem romanu za mladino Somrak, ki je izšel leta 2005 in postal mednarodna knjižna uspešnica, ki so jo prevedli v 20 jezikov, po njem pa so leta 2008 posneli tudi istoimenski film. Živi in ustvarja v Arizoni.

## Dela
Serija Somrak
1. Somrak (v izvirniku Twilight; 2005)
2. Mlada luna (2006)
3. Mrk (2007)
4. Jutranja zarja (2008)
5. Kratko novo življenje Bree Tanner (2010)

Po seriji teh štirih knjig so do zdaj posneli prva dva dela filmske serije. Režijo je prevzela Catherine Hardwicke, glavni vlogi pa Robert Pattinson (Edward Cullen) in Kristen Stewart (Bella Swan).
Drugo
- Prom Nights from Hell (del, 2007)
- The Host (2008)
- The Twilight Saga: The Official Guide (vodič po seriji Somrak; 2009)
- Duša (2010) (roman za odrasle, izšel pri založbi Mladinska knjiga)